# Лауреаты Государственной премии Российской Федерации за 2020 год
Лауреаты Государственной премии Российской Федерации за 2020 год были названы указами президента Российской Федерации и объявлены 9 июня 2021 года. Церемония вручения знаков прошла 12 июня 2021 года в Георгиевском зале Большого Кремлёвского дворца в Московском Кремле.

## В области правозащитной и благотворительной деятельности
- Тополева-Солдунова, Елена Андреевна — директор автономной некоммерческой организации «Агентство социальной информации»;
- Захарова, Фаина Яковлевна, президент благотворительного фонда спасения тяжелобольных детей «Линия Жизни».

## В области науки и технологий
За создание и развитие нового научного направления — спектроскопии спиновых шумов —
- Александров, Евгений Борисович, академик Российской академии наук, заведующий лабораторией федерального государственного бюджетного учреждения науки Физико-технический институт имени А. Ф. Иоффе Российской академии наук;
- Запасский, Валерий Сергеевич, доктор физико-математических наук, ведущий научный сотрудник Исследовательской лаборатории оптики спина имени И. Н. Уральцева федерального государственного бюджетного образовательного учреждения высшего образования «Санкт-Петербургский государственный университет».

За создание фундаментального междисциплинарного биомедицинского подхода к лечению, реконструкции и реабилитации при опухолях органов головы и шеи —
- Чойнзонов, Евгений Лхамацыренович, академик Российской академии наук, директор Научно-исследовательского института онкологии федерального государственного бюджетного научного учреждения «Томский национальный исследовательский медицинский центр Российской академии наук»;
- Решетов, Игорь Владимирович, академик Российской академии наук, директор Института кластерной онкологии имени профессора Л. Л. Левшина федерального государственного автономного образовательного учреждения высшего образования Первый Московский государственный медицинский университет имени И. М. Сеченова Министерства здравоохранения Российской Федерации (Сеченовский Университет);
- Абакаров, Садулла Ибрагимович, доктор медицинских наук, декан стоматологического факультета федерального государственного бюджетного образовательного учреждения дополнительного профессионального образования «Российская медицинская академия непрерывного профессионального образования» Министерства здравоохранения Российской Федерации.

За разработку и внедрение в практику отечественного здравоохранения эффективных рекомбинантных вакцин против лихорадки Эбола и новой коронавирусной инфекции (COVID-19), а также за разработку технологии конструирования вирусных систем доставки кассет со вставкой гена гликопротеина вируса Эбола и гена S-белка SARS-CoV-2 —
- Гинцбург, Александр Леонидович, академик Российской академии наук, директор федерального государственного бюджетного учреждения «Национальный исследовательский центр эпидемиологии и микробиологии имени почетного академика Н. Ф. Гамалеи» Министерства здравоохранения Российской Федерации;
- Логунов, Денис Юрьевич, член-корреспондент Российской академии наук, заместитель директора того же учреждения;
- Борисевич, Сергей Владимирович, член-корреспондент Российской академии наук, начальник федерального государственного бюджетного учреждения «48 Центральный научно-исследовательский институт» Министерства обороны Российской Федерации.

## В области литературы и искусства
За вклад в развитие отечественной культуры и просветительскую деятельность —
- Алфеев, Григорий Валериевич (митрополит Волоколамский Иларион).

За вклад в развитие отечественного и мирового оперного искусства —
- Герзмава, Хибла Леварсовна, певица.

За вклад в развитие отечественной и мировой художественной культуры, эстетическое воспитание творческой молодёжи —
- Рукавишников, Александр Иулианович, скульптор.